# Live in Paris
Live in Paris es el séptimo álbum de la pianista y cantante de Jazz canadiense Diana Krall, editado en 2002.

## Listado de canciones
1. "I Love Being Here With You" (Peggy Lee, William Schluger) – 5:12
2. "Let's Fall in Love" (Harold Arlen, Ted Koehler) – 4:34
3. "'Deed I Do" (Walter Hirsch, Fred Rose) – 5:17
4. "The Look of Love" (Burt Bacharach, Hal David) – 5:00
5. "East of the Sun (And West of the Moon)" (Brooks Bowman) – 5:58
6. "I've Got You Under My Skin" (Cole Porter) – 7:24
7. "Devil May Care" (Bob Dorough, Terrell Kirk) – 6:52
8. "Maybe You'll Be There" (Rube Bloom, Sammy Gallop) – 5:47
9. "'S Wonderful" (George Gershwin, Ira Gershwin) – 5:59
10. "Fly Me to the Moon" (Bart Howard) – 6:05
11. "A Case of You" (Joni Mitchell) – 7:04
12. "Just the Way You Are" (Billy Joel) – 5:00

## Músicos
- Diana Krall - Piano, piano Rhodes y voz
- Michael Brecker - Saxofón
- Alan Broadbent - Conductor
- John Clayton - Bajo
- Paulinho Da Costa - Percusión
- Jeff Hamilton - Batería
- Christian McBride - Bajo
- Rob Mounsey - Teclado
- Lewis Nash - Percusión
- John Pisano - Guitarra acústica
- Luisito Quintero - Percusión
- Anthony Wilson - Guitarra

- Datos: Q1756971